# Albert-I-Land
Albert-I-Land heißt das nordwestlichste Gebiet der Inselgruppe Spitzbergen. Es besteht aus mehreren Halbinseln westlich der Linie Krossfjord – Lilliehöökfjord – Raudfjord und den Inseln Amsterdamøya und Danskøya. Im Osten grenzt es an Haakon-VII-Land.

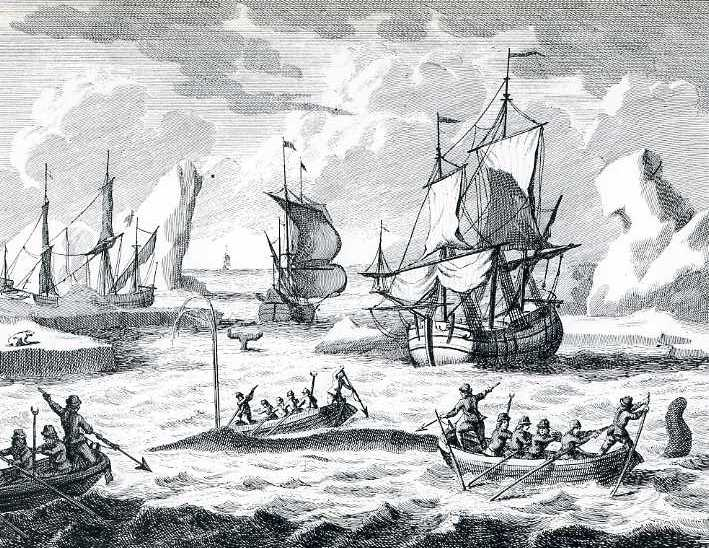
Die Westküsten Spitzbergens waren die frühesten Stützpunkte für den Walfang im Nordpolarmeer

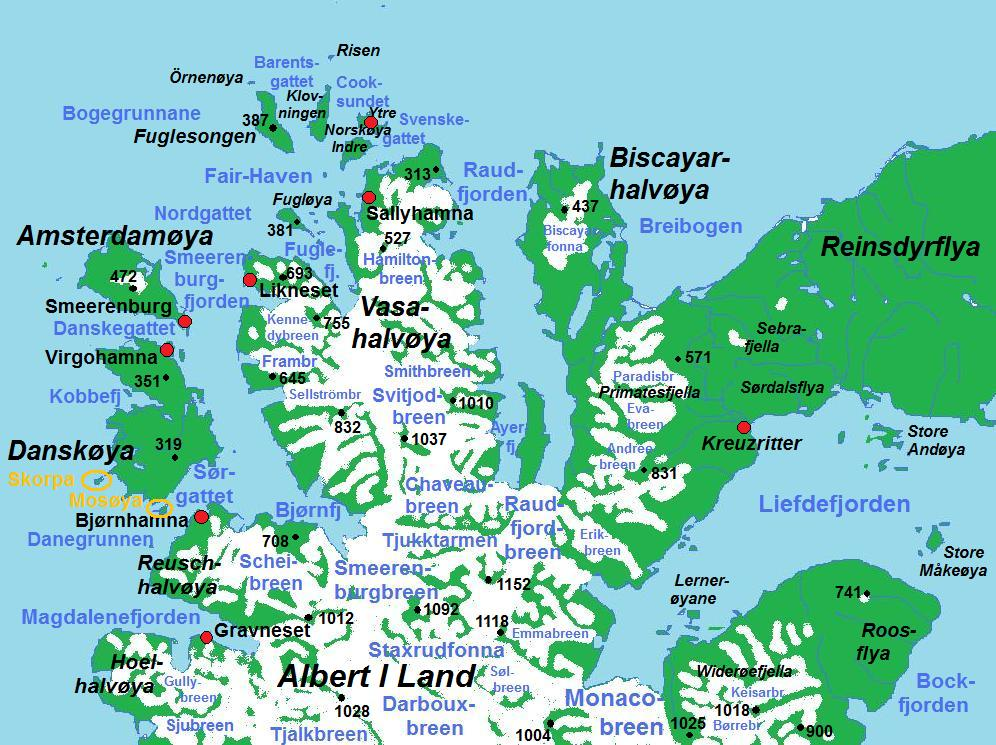
Karte Albert-I-Land (nördlicher Teil)

Koordinaten: 79° 33′ N, 11° 28′ O

## Name
Albert-I-Land trägt seinen Namen zu Ehren von Albert I. von Monaco, der um die Wende zum 20. Jahrhundert mehrere Svalbard-Expeditionen finanziell unterstützte und durchführte.

## Geschichte
Im Gebiet von Albert-I-Land hat Willem Barents mit seiner Crew am 17. Juni 1596 Spitzbergen entdeckt. Weil die Küste steil und die Berge spitz waren, gab er seiner Entdeckung den Namen Spitzbergen. Später wurden im angrenzenden Seegebiet viele Grönlandwale gesichtet, woraufhin die frühen Walfänger an diesen Küsten ihre Walfangstationen einrichteten. Daher findet man in dieser Region besonders viele Spuren der ersten Siedler auf Spitzbergen wie die Reste ihrer Tranöfen.
Virgohamna auf Danskøya war der Ausgangspunkt der ersten Versuche, den geographischen Nordpol auf dem Luftweg zu erreichen. Der Schwede Salomon August Andrée startete hier 1897 seine tragisch verlaufende Polarexpedition mit dem Wasserstoffballon. 1907 und 1909 unternahm der Amerikaner Walter Wellman mit dem Luftschiff die ersten motorisierten Flüge in der Arktis.
Auf der Mitra-Halbinsel im Südwesten des Albert-I-Landes entstand 1912 das Geophysikalische Observatorium Ebeltofthafen. Die deutsche Station war eine der ersten über mehrere Jahre (1912–1914) kontinuierlich betriebenen Beobachtungsstationen in der Arktis. Im Zweiten Weltkrieg betrieb die Kriegsmarine der Wehrmacht in der nahe gelegenen Bucht Signehamna die Wetterstation Knospe (ab 1942 Nussbaum).
Eine weitere Station der Kriegsmarine war 1943–1944 die Wetterstation Kreuzritter an der Nordküste des Liefdefjords, einem westlichen Seitenarm des Woodfjords.
Albert-I-Land liegt vollständig im Nordvest-Spitsbergen-Nationalpark.

## Galerie

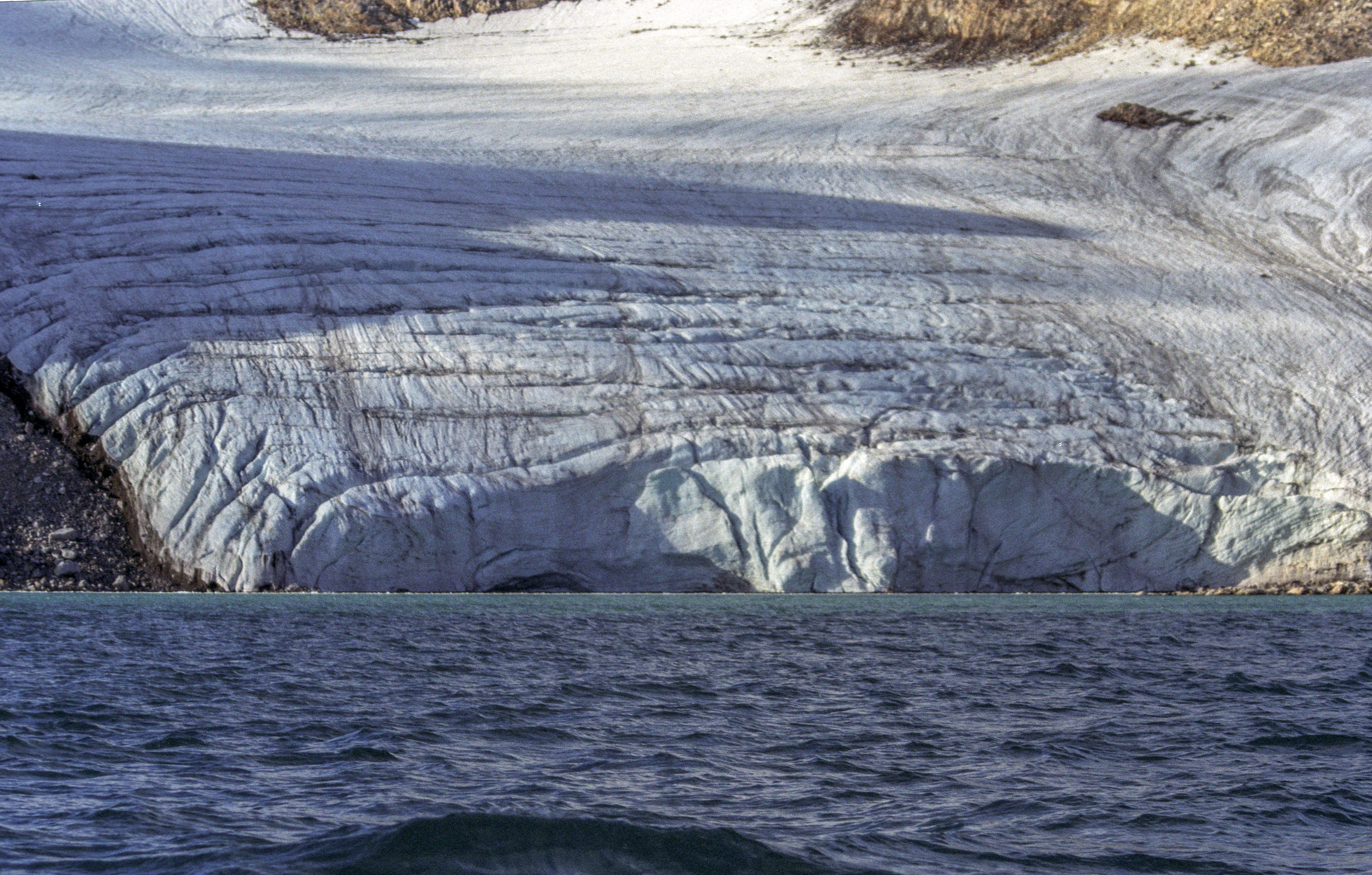
Gletscher Hamiltonbreen
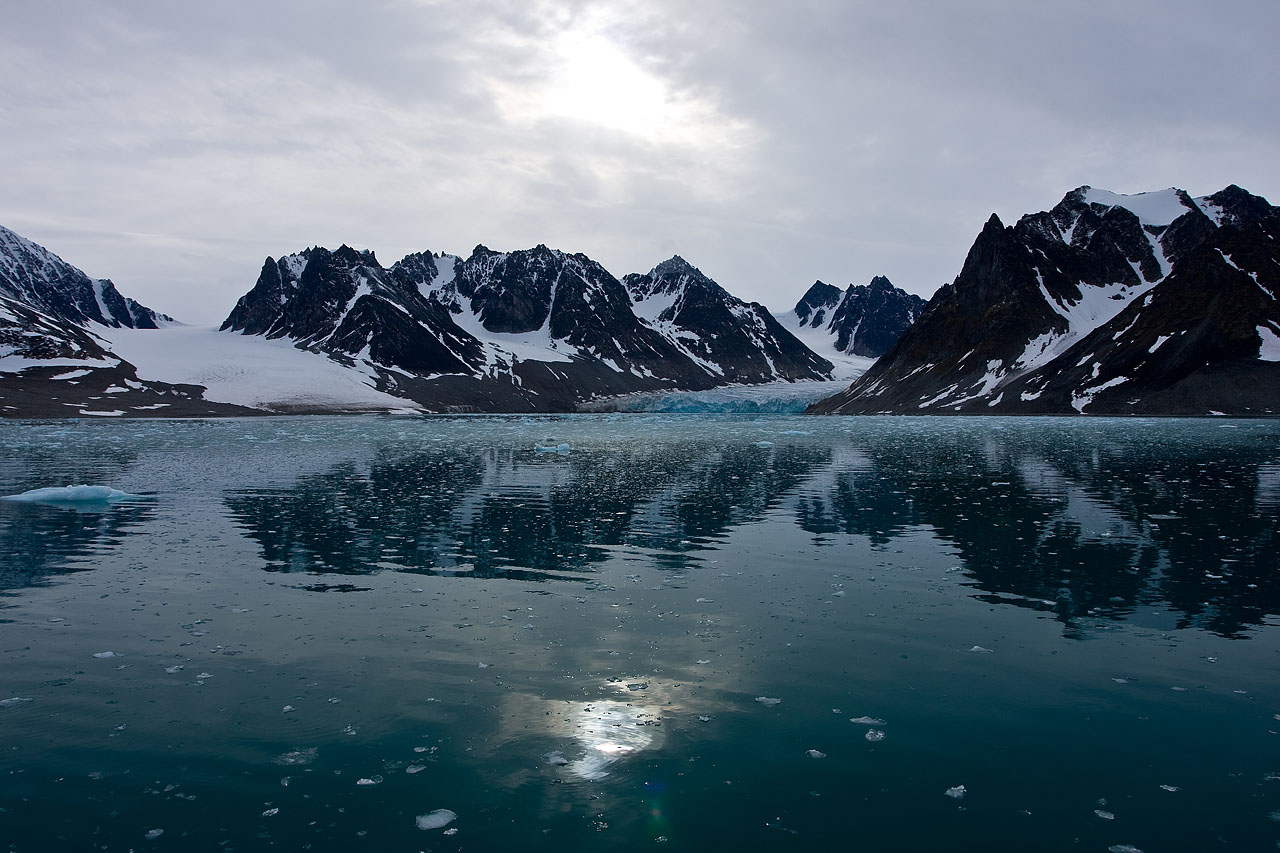
Magdalenefjord
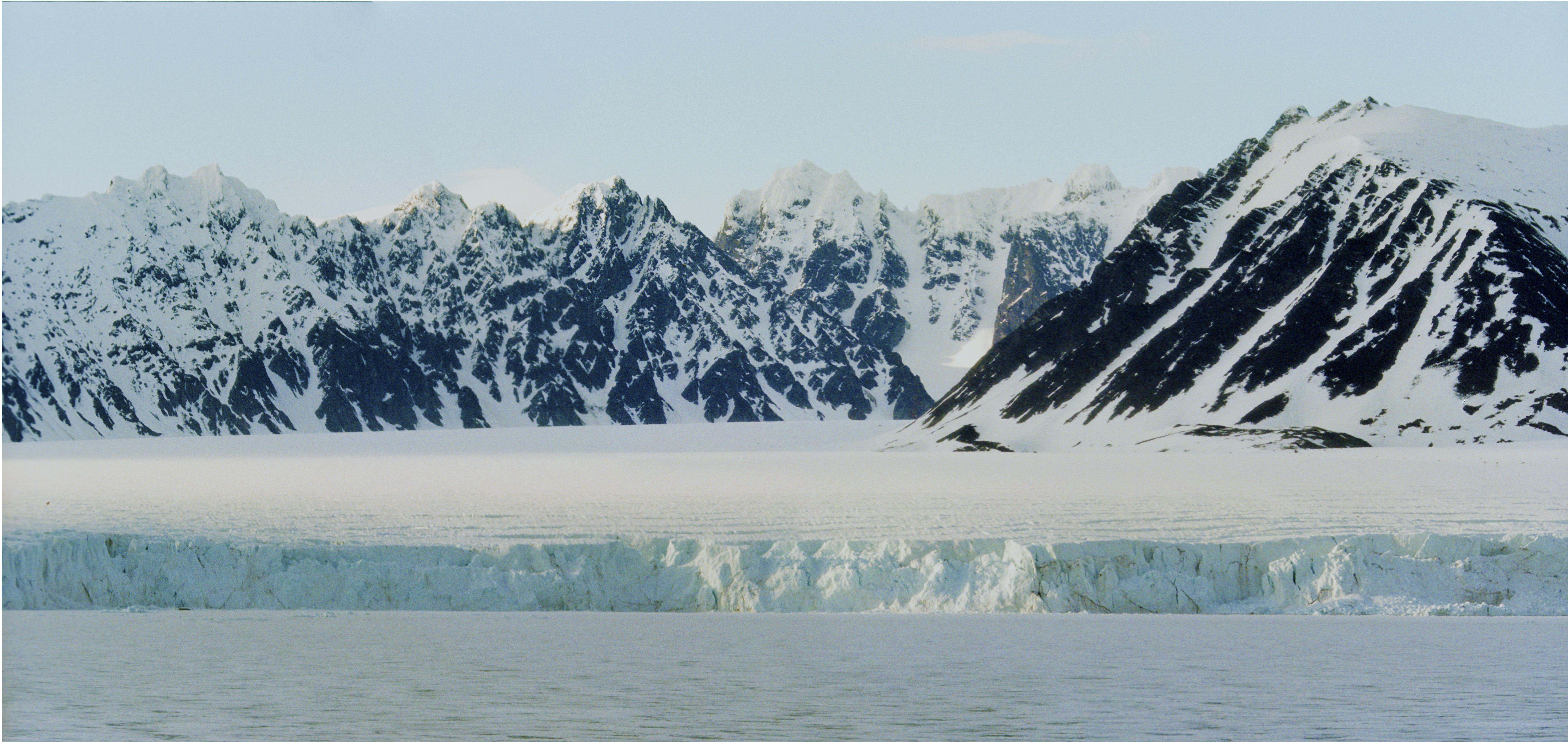
Lilliehöökbreen
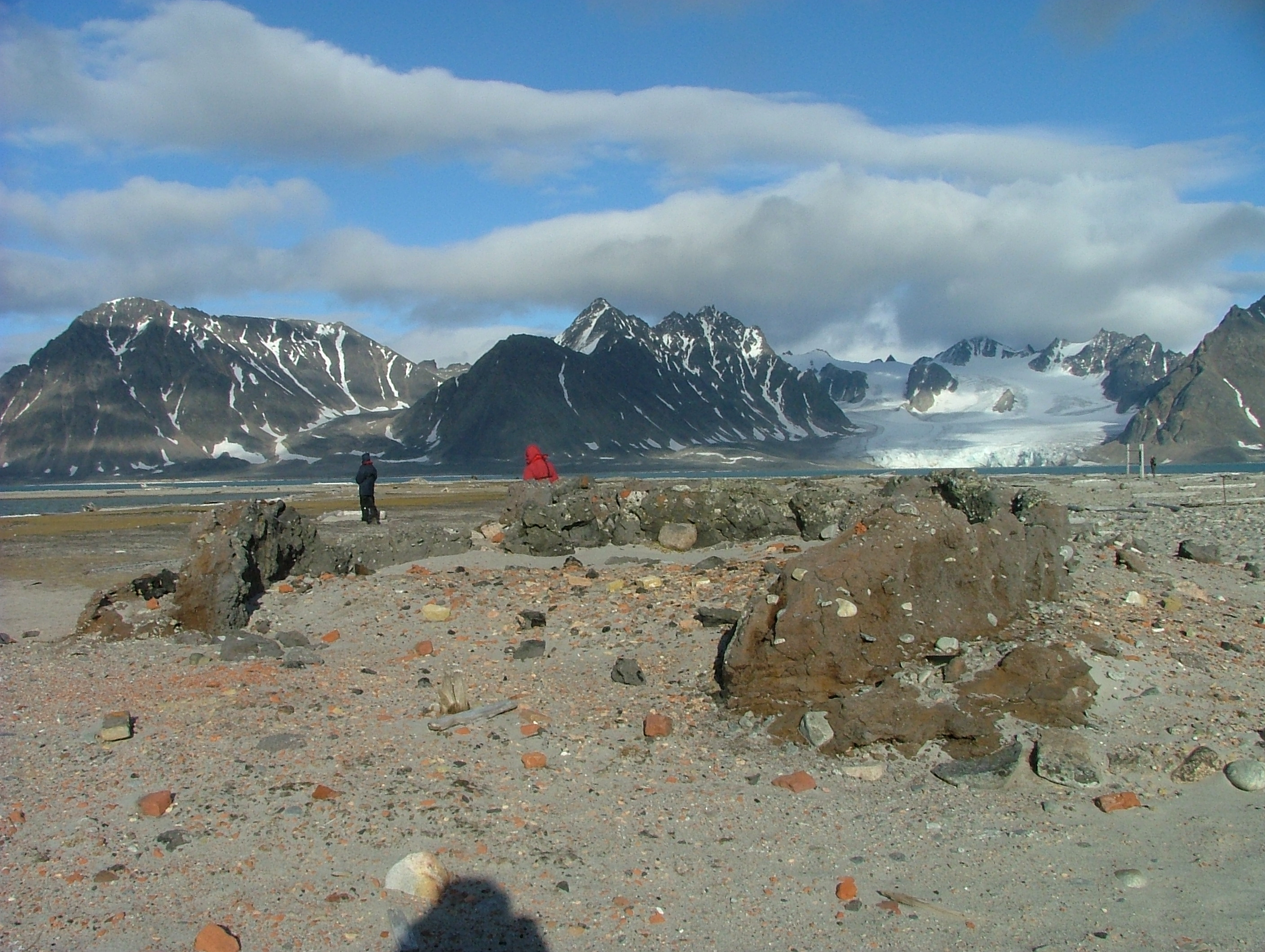
Überbleibsel der niederländischen Walfangstation Smeerenburg